# Талса (округ)
Округ Талса — округ в штате Оклахома, США. Население округа на 2000 год составляло 563 299 человек. Административный центр округа — город Талса.

## География
Округ имеет общую площадь 1520 км², из которых 1477 км² приходится на сушу и 43 км² (2,85 %) на воду.

### Климат
| Показатель                    | Янв. | Фев. | Март | Апр. | Май | Июнь | Июль | Авг. | Сен. | Окт. | Нояб. | Дек. | Год |
| ----------------------------- | ---- | ---- | ---- | ---- | --- | ---- | ---- | ---- | ---- | ---- | ----- | ---- | --- |
| Средний максимум, °C          | 7    | 11   | 16   | 22   | 26  | 31   | 33   | 33   | 28   | 23   | 15    | 10   | 21  |
| Средняя температура, °C       | 2    | 5    | 10   | 16   | 20  | 25   | 28   | 27   | 23   | 17   | 10    | 4    | 16  |
| Средний минимум, °C           | −3   | −1   | 3    | 10   | 15  | 20   | 22   | 21   | 16   | 10   | 3     | −1   | 10  |
| Норма осадков, мм             | 30   | 40   | 70   | 90   | 140 | 110  | 80   | 70   | 100  | 80   | 60    | 50   | 990 |
| Источник: www.weatherbase.com |      |      |      |      |     |      |      |      |      |      |       |      |     |

### Основные автомагистрали
- Межштатная автомагистраль 44
- Автомагистраль 64
- Автомагистраль 75
- Автомагистраль 169
- Автомагистраль 412

### Соседние округа
| - Вашингтон (север) - Роджерс (северо-восток) - Уагонер (юго-восток) - Маскоги (юго-восток) | - Окмалги (юг) - Крик (запад) - Пони (северо-запад) - Осейдж (северо-запад) |

### Населённые пункты
| - Биксби - Брокен-Арроу - Коллинсвилл - Гленпул - Дженкс - Либерти - Лотси | - Манфорд - Овассо - Санд-Спрингс - Сапалпа - Скайатук - Сперри - Талса |

## Демография
По данным переписи в 2000 году насчитывалось 563 299 человек, 226 892 домохозяйств и 147 252 семей, проживающих в округе. Плотность населения составляла 381 человек на квадратный километр. Расовый состав: 75,02 % белое население, 10,95 % афроамериканцы, 5,20 % коренные американцы, 1,62 % азиаты, 0,05 % гавайцы, 2,77 % прочие расы и 4,40 % смешанные расы.
Распределение населения по возрасту: 26,3 % составляют люди до 18 лет, 10,0 % от 18 до 24 лет, 30,4 % от 25 до 44 лет, 21,6 % от 45 до 64 лет и 11,8 %, в возрасте 65 лет и старше. Средний возраст составляет 34 года. На каждые 100 женщин приходится 94,2 мужчин. На каждые 100 женщин в возрасте 18 лет и старше насчитывалось 90,9 мужчин.
Среднегодовой доход на домашнее хозяйство в городе составляет $ 38 213, а средний доход на семью составляет $ 47 489. Мужчины имеют средний доход $ 35 495, тогда как женщинs $ 25 680. Доход на душу населения по городу составляет $ 21 115. Около 8,7 % семей и 11,6 % населения находятся ниже черты бедности, в том числе 15,6 % из них моложе 18 лет и 8,3 % в возрасте 65 лет и старше.
По оценке 2017 года в округе проживало 646 266 человек. Согласно данным переписи в США 2020 года население коруга составило 669.279 чел. что сделало округ вторым по численности населения в штате после округа Оклахомы.